# 乾益堂中藥行
乾益堂中藥行，是位於澎湖縣馬公市的一處民間店舖建築，當前指定為澎湖縣縣定古蹟。

## 歷史
此棟建築物完工於大正7年（1918年），由商人薛號創店，同時為薛氏家族之祖厝，乾益堂座落於昔稱大井街之中央街上，建築旁則有另一縣定古蹟四眼井，也因地利之便，早期的洗藥、煮藥用水皆仰賴四眼井井水為主，乾益堂早期經營物品為中藥為主，客源一向以於漁民、商人和官兵等，後店鋪則傳承至第二代薛庚寅 ，該時期藥行曾雇童工及抓藥師傅約10多人，第三代薛光燦至第四代薛光華等後人，當前則作為當地地標型老商號持續經營，並在1998年由澎湖縣政府指定為縣定古蹟。

## 建築外觀
乾益堂中藥行佔地面積71平方公尺，建築面積121.75平方公尺，受西方風格影響，外觀為西洋古典形式，街屋立面全由以洗石子構成，並在外觀加以簡單的線角及幾何形作為裝飾性元素，對稱的視覺平衡方式來完成整體建築的設計，另外在格局中則在一樓大門上方建造欄杆式陽台，並透過欄杆形式的視覺韻律，豐富建築物本身的細緻度，二樓除神明廳外另做為烘藥、曬藥空間。